# الکساندر نویل
الکساندر نویل (انگلیسی: Alexander Neville; ۱ ژانویهٔ ۱۵۴۴ – ۱ ژانویهٔ ۱۶۱۴) یک تاریخ‌نگار، و سیاست‌مدار اهل پادشاهی انگلستان بود.